# 托马斯·刘易斯 (心脏病学家)

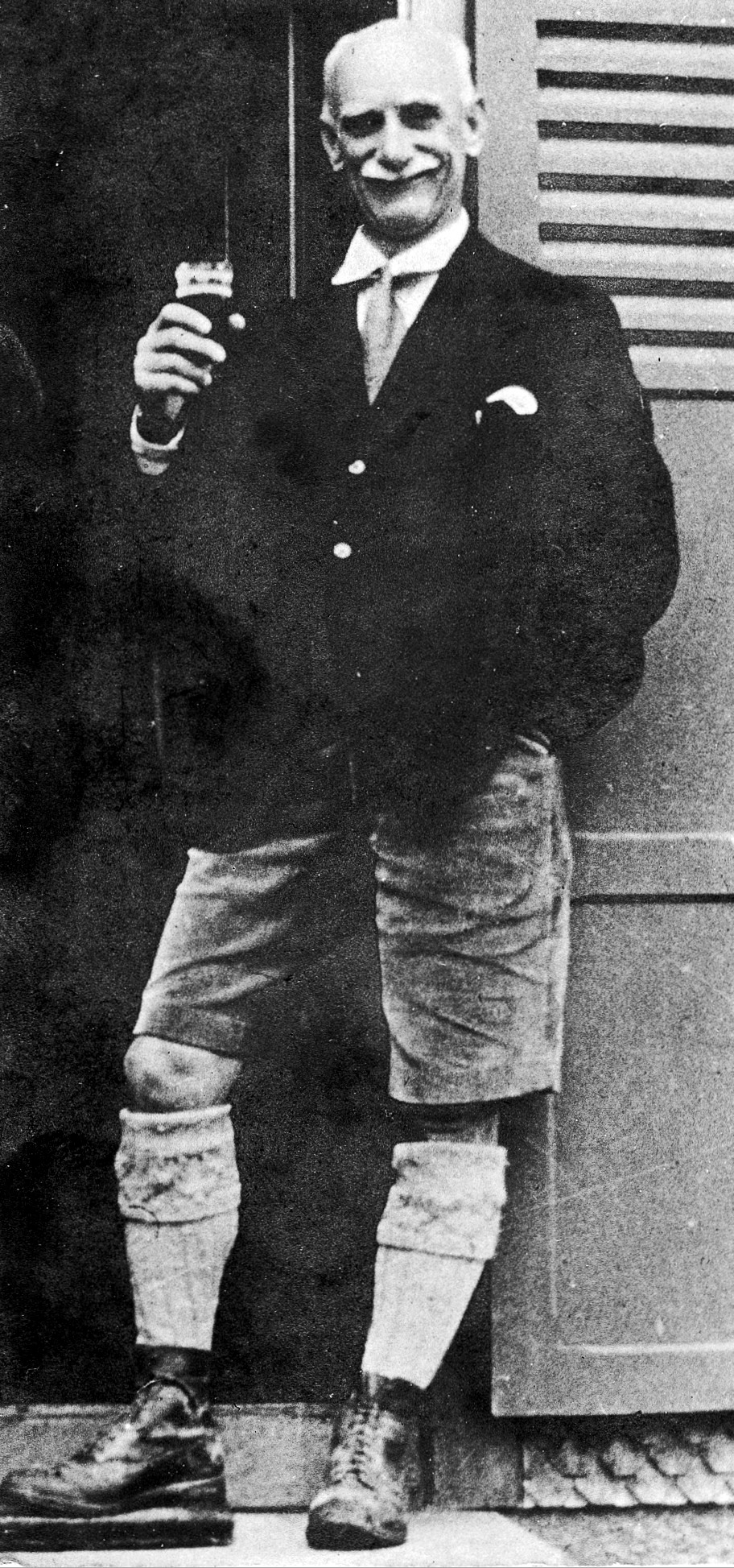
托马斯·刘易斯

托马斯·刘易斯爵士（英語：Sir Thomas Lewis，1881年12月26日—1945年3月17日）是一位心脏病学家（他个人更喜欢心血管疾病专家一词），1918年当选皇家学会会士，发明了“臨床研究”（"Clinical research"）一词。